# José Bergamín
José Bergamin, född 1895 i Madrid, död 29 augusti 1983, var en spansk poet, essäist och dramatiker. 
Bergamín var en del av inflytelserika Generation 27. Han var influerad av såväl politik som religion och strävade under hela sitt liv efter att förena kommunism med katolicism. Under spanska inbördeskriget hade han en ledande roll för den intellektuella antifasciströrelsen. Under Francoregimen levde han i exil i bland annat Mexiko och Frankrike. I Mexiko startade han en tidskrift och ett förlag som blev viktiga språkrör för de spanska exilförfattarna. 
Luis Buñuels film Mordängeln är baserad på en ofullbordad pjäs av Bergamín.